# 山谷堀

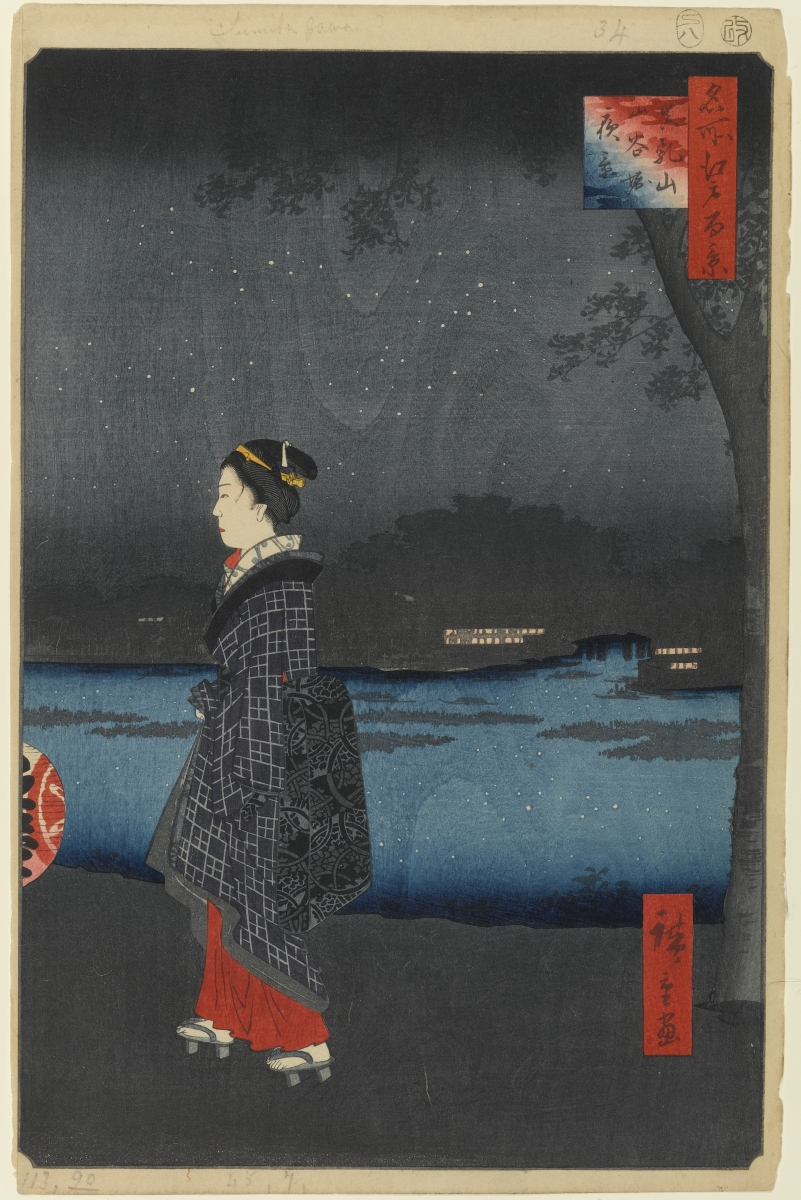
広重『名所江戸百景』より「真乳山山谷堀夜景」。画面奥から手前の隅田川に注ぎ込む水路が山谷堀。今戸橋（現・今戸橋交差点付近）の橋脚が見え、左右には当時の著名な船宿であった竹屋と有明楼の窓が灯っている。背後の森は待乳山聖天である。

山谷堀（さんやぼり）は、かつてあった東京の水路。正確な築年数は不明だが、江戸初期に荒川（現在の隅田川）の氾濫を防ぐため、箕輪（三ノ輪）から大川（隅田川）への出入口である今戸まで造られた。現在は埋め立てられ、日本堤から隅田川入口までの約700mが台東区立の「山谷堀公園」として整備されている。
江戸時代には、新吉原遊郭への水上路として、隅田川から遊郭入口の大門近くまで猪牙舟が遊客を乗せて行き来し、吉原通いを「山谷通い」とも言った。船での吉原行きは陸路よりも優雅で粋とされた。界隈には船宿や料理屋などが建ち並び、「堀」と言えば、山谷堀を指すくらいに有名な場所だったが、明治時代に遊興の場が吉原から新橋などの花街に移るにつれて次第に寂れ、昭和には肥料船の溜まり場と化し、永井荷風の記述によると、昭和初期にはすでに吉原は衰退しており、山谷堀も埋め立てが始まっていた。戦後の売春防止法による吉原閉鎖後、1975年までにすべて埋め立てられた。

## 江戸の名所として
かつては「よろず吉原、山谷堀」と歌にも歌われ、江戸名所のひとつに挙げられる風情ある場所で、船の出入りが多くなる夏の夕方などは絵のように美しかったという。河口岸には有明楼などの料亭があり、芸者遊びなどもできた。江戸三座があった猿若町（現在の浅草6丁目辺り）に近いため、山谷堀芸妓（堀の芸者）は「櫓下」とも呼ばれた。

## 水路と橋
水源は石神井用水（音無川）である。水流は根岸から三ノ輪を通って、隅田川まで続いていた。埋め立てられる前の山谷堀には9つの橋があった。
隅田川側より
- 今戸橋（北緯35度43分2.2秒 東経139度48分13.2秒 / 北緯35.717278度 東経139.803667度）
- 聖天橋（北緯35度43分7秒 東経139度48分9.4秒 / 北緯35.71861度 東経139.802611度）
- 吉野橋（北緯35度43分9秒 東経139度48分6.8秒 / 北緯35.71917度 東経139.801889度）
- 正法寺橋（北緯35度43分12.8秒 東経139度48分3.5秒 / 北緯35.720222度 東経139.800972度）
- 山谷堀橋（北緯35度43分14.8秒 東経139度48分2.3秒 / 北緯35.720778度 東経139.800639度）
- 紙洗橋（北緯35度43分17.8秒 東経139度48分0.1秒 / 北緯35.721611度 東経139.800028度）
- 地方新橋（北緯35度43分20秒 東経139度47分58.4秒 / 北緯35.72222度 東経139.799556度）
- 地方橋（北緯35度43分22.6秒 東経139度47分56.4秒 / 北緯35.722944度 東経139.799000度）
- 日本堤橋

## 「冷やかし」の由来
紙洗橋の名前は、この付近で作られていた浅草紙に由来する。浅草紙は、古紙や紙くずを原料にした漉返紙（ちり紙）で、吉原の遊女が手紙の代用や後始末に使い大量の需要があった。山谷堀にも多くの作業所があり、職人たちが紙くずを紙舟に入れて堀の流れに曝しておくことを「冷やかす」とよんだ。この2時間ばかりの作業中は暇をもてあまして吉原の遊郭を見にでかけ、しかし時間がなくて登楼せずに帰ってしまうことから、買う気のない客を表す隠語として「冷やかし」という言葉が生まれたという。

## ギャラリー

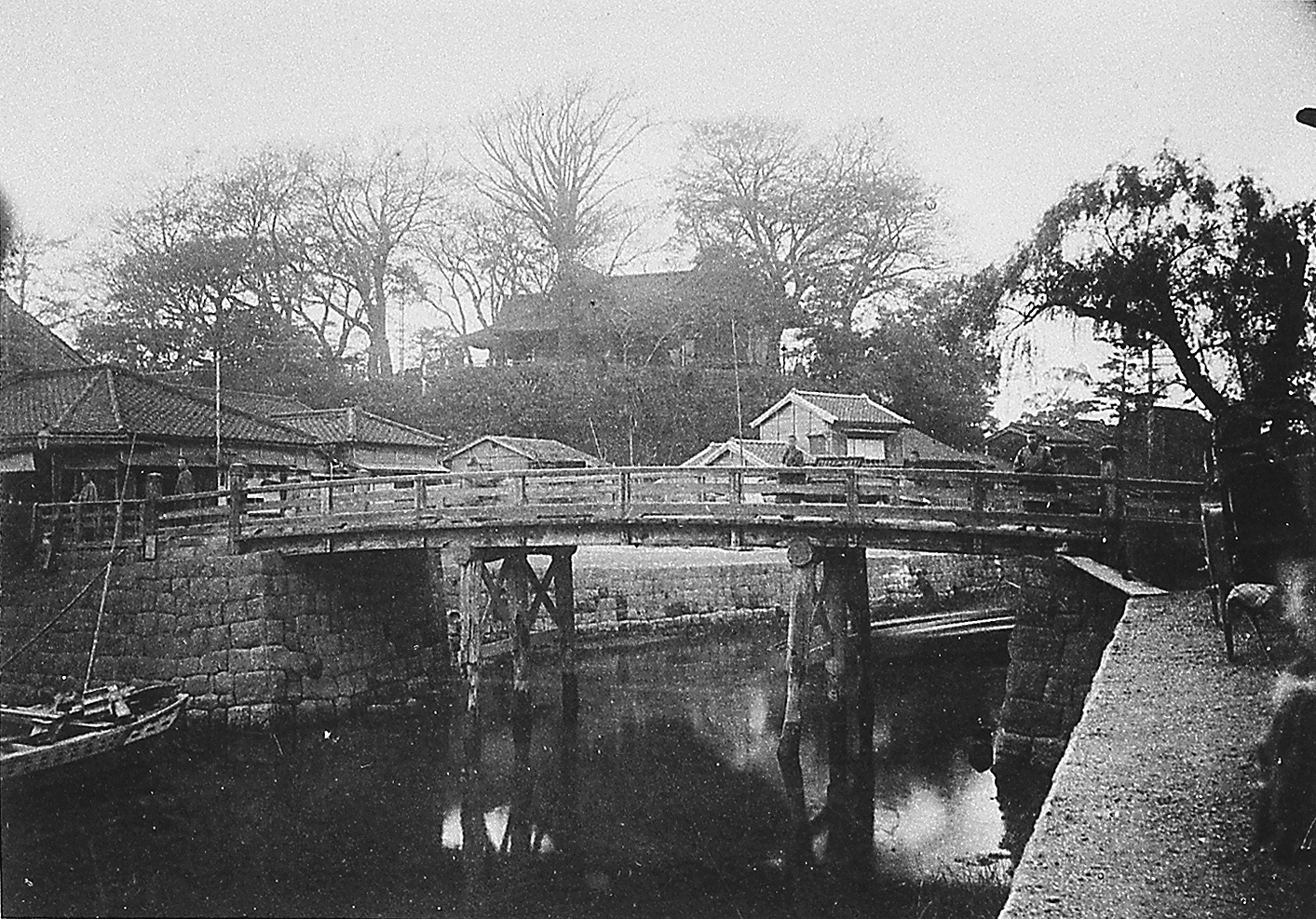
今戸橋と待乳山聖天（明治時代中期）
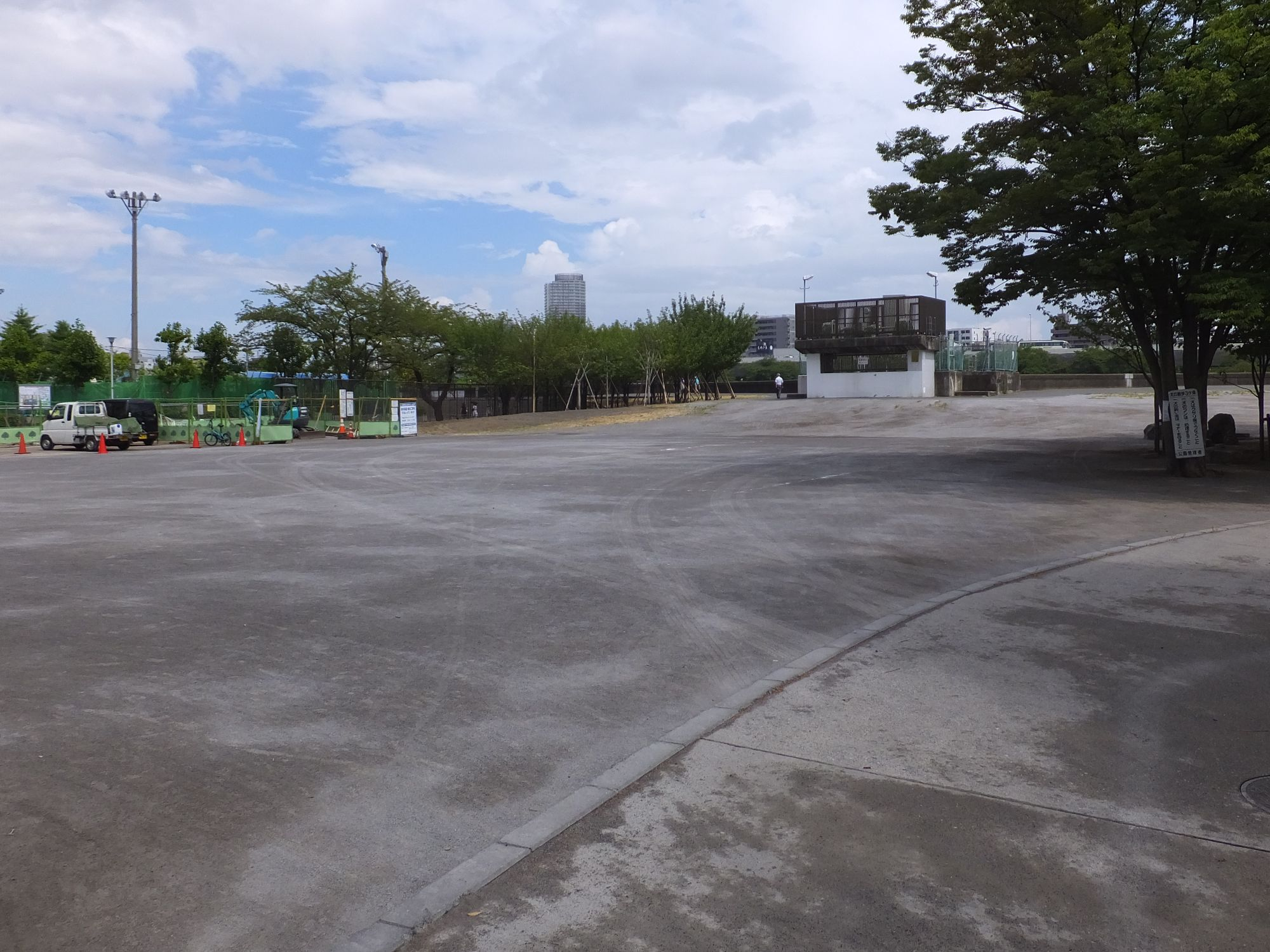
隅田公園 山谷堀広場
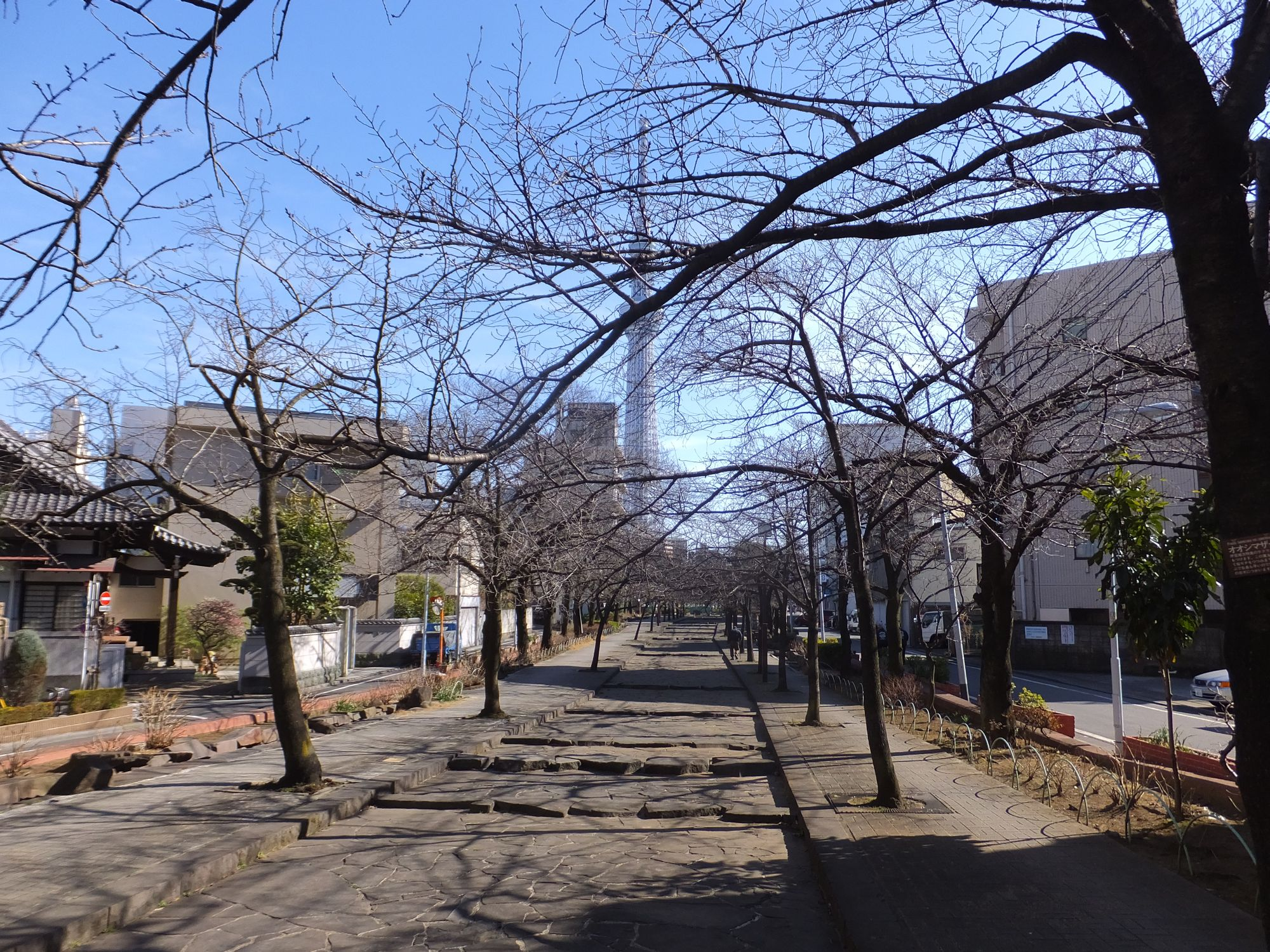
聖天橋跡から隅田川方面を望む
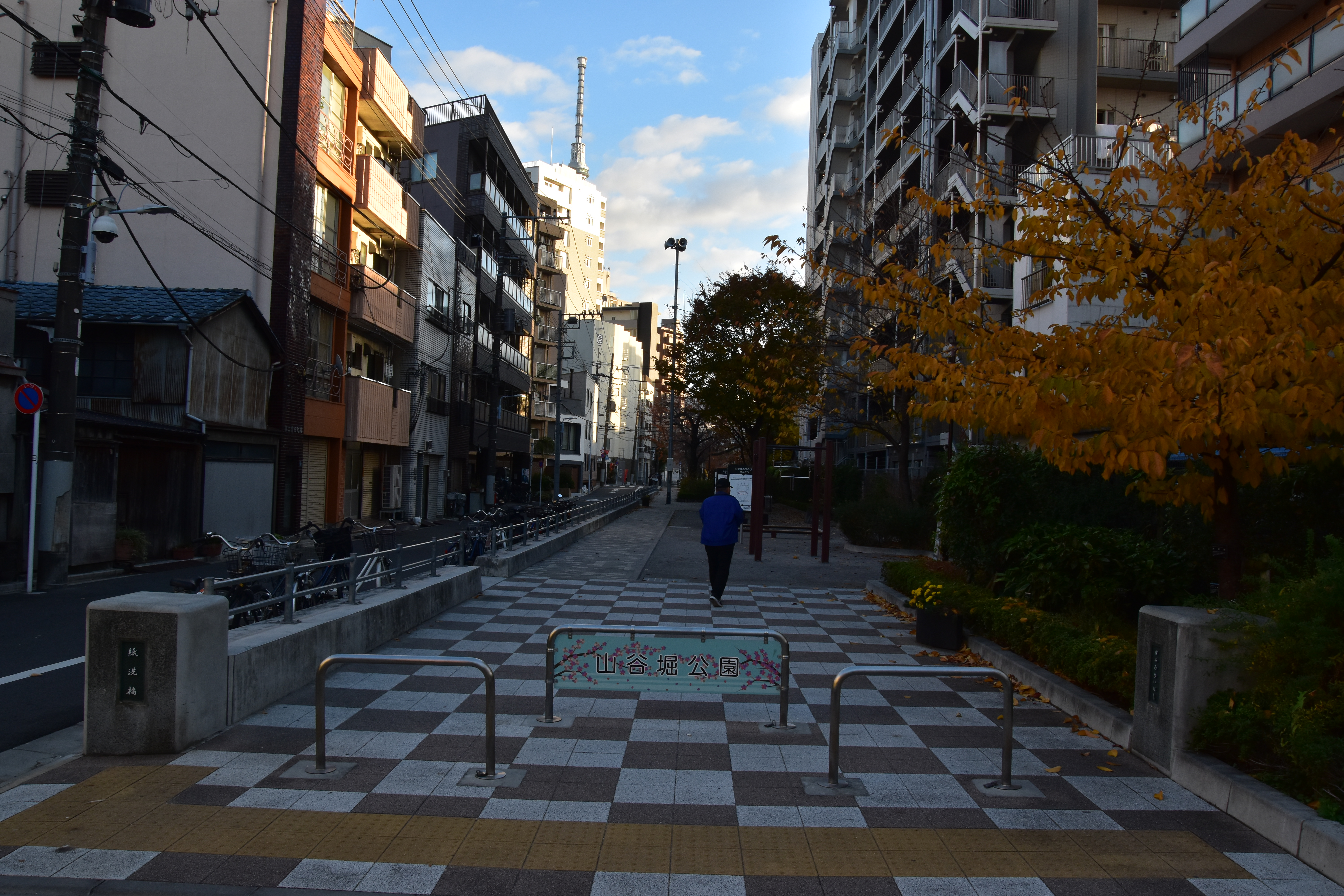
紙洗橋跡から隅田川方面を望む
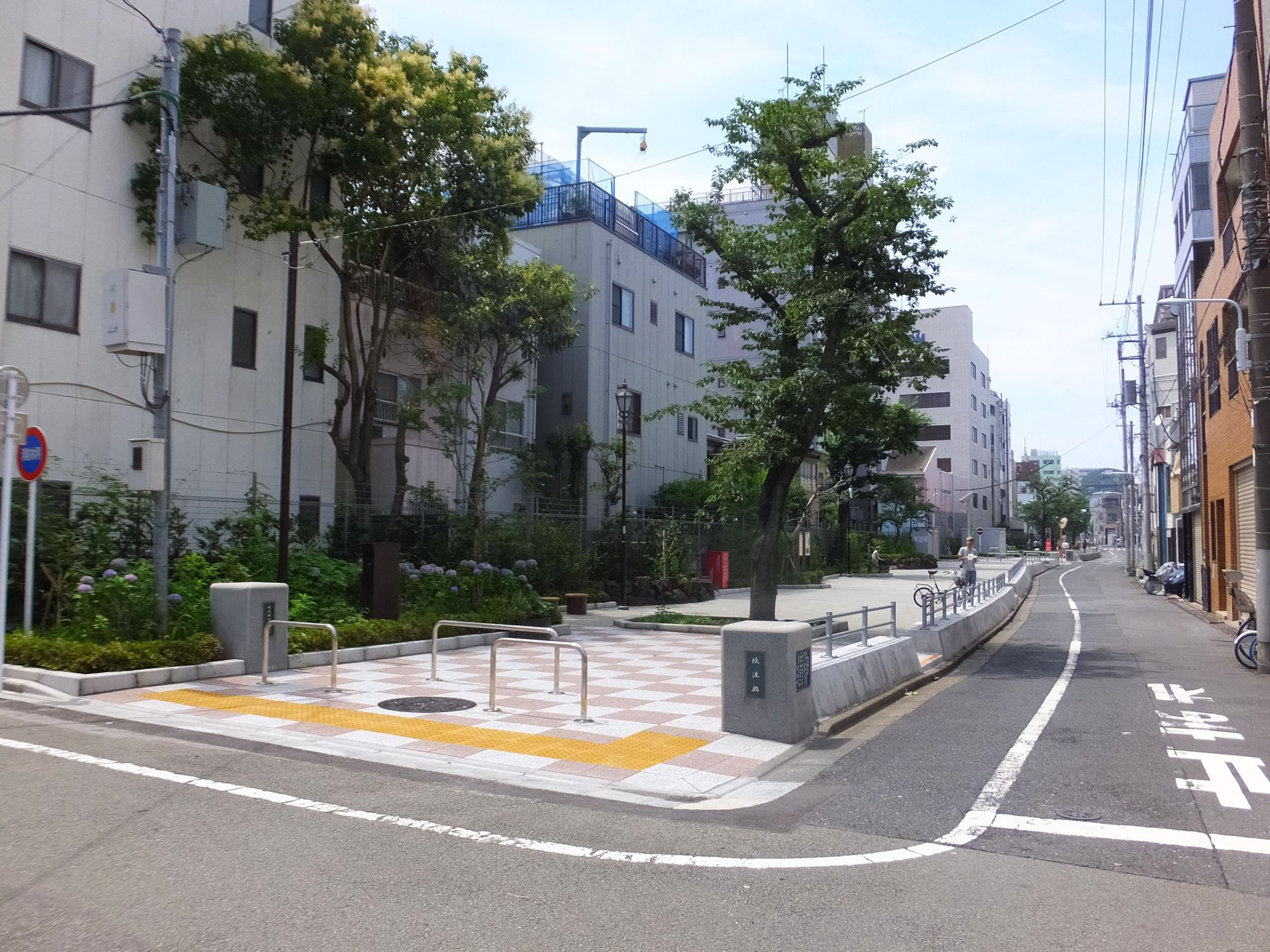
紙洗橋跡から三ノ輪方面を望む

## 著名な住人
- 弾左衛門
- 十返舎一九
- 田崎草雲
- 池波正太郎 - 待乳山聖天の南側（旧浅草聖天町）で生まれた。

## 舞台となった作品
- 落語『夢金』『あくび指南』
- 映画『山谷堀』（島津保次郎監督、1922年）
- 浮世絵「東京名所四十八景・三谷堀今戸はし夕立」